# Zigurate

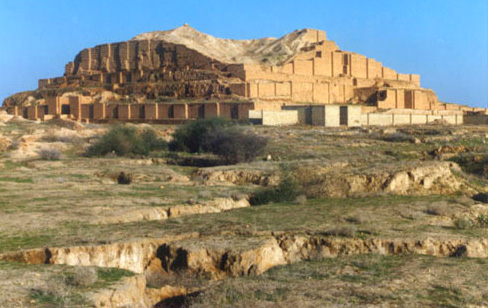
Dur-Untas, ou Choga Zambil, construído no século XIII a.C. por Untas Napirisa e localizado perto de Susa, Irã, é um dos mais preservados zigurates do mundo

Localização dos zigurates na região Mesopotâmia e Elão.

O zigurate é uma forma de templo, criada pelos sumérios e comum para os babilônios, assírios e acádios, pertinente à época do antigo vale da Mesopotâmia e construído na forma de pirâmides terraplanadas. O formato era o de vários andares construídos um sobre o outro, com o diferencial de cada andar possuir área menor que a plataforma inferior sobre a qual foi construído — as plataformas poderiam ser retangulares, ovais ou quadradas, e seu número variava de dois a sete.

## História
A palavra zigurate vem de ziqqurratum (altura, pináculo), no antigo assírio. De zaqārum, estar no alto. O Zigurate de Ur é um zigurate neossumério construído pelo Rei Ur-Nammu, em homenagem a Nanna/Sîn aproximadamente no século 21 a.C., durante a Terceira Dinastia de Ur.

## Formato
O zigurate era construído com um núcleo de tijolo de barro e um exterior coberto com tijolo cozido. Não tinha câmaras internas e tinha um formato quadrangular ou retangular, com média de 170 pés (50 metros) quadrados ou 125 × 170 pés (40 × 50 metros) na base.

## Construções
Os adornos do zigurate normalmente eram envidraçados em cores diferentes, possivelmente contendo significação cosmológica. O acesso ao templo, situado no topo do zigurate, se fazia por uma série de rampas construídas no flanco da construção ou por uma rampa espiralada que se estendia desde a base até o cume do edifício. Os exemplos mais antigos de zigurates datam do final do terceiro milênio a.C., enquanto os mais recentes, do século VI a.C., e alguns dos exemplos mais notáveis dessas estruturas incluem as ruínas na cidade de Ur e de Corsabade na Mesopotâmia.
Com a descrição supracitada pode-se formular uma imagem, ainda que básica, de com que se parece um zigurate. A ideia que se tem de que serviam como lugar de idolatria ou cerimônias públicas, contudo, não é correta. Na Mesopotâmia acreditava-se que eram a morada dos deuses. Através dos zigurates as divindades colocariam-se perto da humanidade, razão pela qual cada cidade adorava seu próprio deus ou deusa. Além disso, apenas aos sacerdotes era permitida a entrada ao zigurate, e era deles a responsabilidade de cuidar da adoração aos deuses e fazer com que atendessem as necessidades da comunidade. Naturalmente os sacerdotes gozavam de uma reputação especial na sociedade suméria. Além disso, os zigurates serviam de depósito de cereais, moradia de governantes, biblioteca e servia para a observação do céu e das estrelas e dos níveis das enchentes dos rios (Tigre e Eufrates).
Um exemplo de zigurate mais simples é o do Templo Branco de Uruque, na antiga Suméria, que deve ter sido construído por volta de 3200-3 000 a.C.. O próprio zigurate é a base sobre o qual o Templo Branco repousa, e sua função é trazer o templo mais próximo aos céus, de forma que pudesse prover acesso desde o solo até lá, por meio de degraus — a estrutura teria a função, portanto, de uma ponte entre os dois mundos. Por isso acredita-se que o templo dos sumérios seria um eixo cósmico, uma conexão vertical entre o céu e a terra, e entre a terra o submundo; e uma conexão horizontal entre as terras.
Um exemplo de zigurate sólido e abrangente é o de Marduque, ou Torre de Babel, situado na antiga Babilônia. Infelizmente não sobrou nem mesmo a base daquela poderosa estrutura, mas de acordo com achados arqueológicos e fontes históricas, a torre colocava-se sobreposta a sete camadas multicoloridas, em cujo topo achava-se um templo de proporções singulares. Acerca desse templo, acredita-se haver sido pintado e preservado em cor anil, combinando com o cimo das camadas. É sabido que havia três escadarias que levavam ao templo, e diz-se que duas delas ascendiam apenas até a metade da altura do zigurate.
O nome sumério para a estrutura era Etemenanki, palavra que significa "A Fundação do Céu e da Terra." Provavelmente construído sob as ordens de Hamurabi, averiguou-se que o centro do zigurate de Marduque continha restos de outros zigurates e estruturas mais antigas. O estágio final consistia dum encaixamento de 15 metros de tijolos reforçados construído pelo monarca Nabucodonosor I.